# Бернович, Михаил Георгиевич
Михаил Георгиевич Бернович (пол. Michał Bernowicz; 24 сентября 1734, Бобовня, Новогрудское воеводство, Великое княжество Литовское — после 1810 года) — государственный деятель Речи Посполитой и Российской империи.

## Происхождение и семья
Представитель католического шляхетского рода Берновичей. Родился в семье Ежи Берновича и его жены дворянки-католички Каролины-Екатерины Гордыны. Был дважды женат, его первой женой была Марианна Войнилович, а второй — Екатерина Волович. Имел двух сыновей: Серваций (Серваций-Станислав-Антон) Михайлович Бернович (1784 — ок. 1835), слуцкий уездный предводитель (1808—1811), который женился на шляхтянке-дворянке Александре Обухович из Слуцкого уезда; и Иосиф Михайлович Бернович (1788 — после 1835), который женился на шляхтянке-католичке Терезе Войнилович из Слуцкого уезда.

## Служебная деятельность
Служебную карьеру делал в родном Новогрудском воеводстве, где избирался и назначался на различные земские должности: новогрудский комптуровый судья (1763—1768), новогрудский обозный (1768—1779), новогрудский подчаший (1779—1783), новогрудский земский судья (1783—1795). Кроме этого от князей Радзивиллов, собственников Слуцкого княжества, он получил их придворную должность слуцкого подкомория (1792—1794).
Был очень активным и авторитетным в публичной жизни. Избирался послом от Новогрудского воеводства на элекционный сейм Речи Посполитой (1763) и на другие сеймы (в 1780, 1788, 1790 и 1792). Избирался также депутатом от Новогрудского воеводства в Трибунал Великого княжества Литовского (1767, 1774), где избирался писарем Трибунала. В 1766 году был избран комиссаром по люстрации «дымов» в Новогрудском воеводстве, а в 1780 и 1782 годах — комиссар скарбовой комиссии Великого княжества Литовского.
На Четырехлетнем сейме (1788—1792) Михал Бернович вместе с послом от Браславского повета Томашем Вавжецким выступил с инициативой создания в стране гражданско-военных комиссий, которые и были созданы постановлением сейма от 6 ноября 1789 года.
Получил орден Святого Станислава (1791) и орден Белого Орла (1793).
После разделов Речи Посполитой и создания Минской губернии и Слуцкого уезда, 10 сентября 1793 года был выбран в состав делегации послом от Слуцкого уезда в Санкт-Петербург, а в 1795 году был избран на должность слуцкого уездного предводителя (1795—1802) и несколько раз переизбирался. В 1797—1799 годах исполнял обязанности минского губернского предводителя. В 1796 году получил чин действительного статского советника.

## Имения

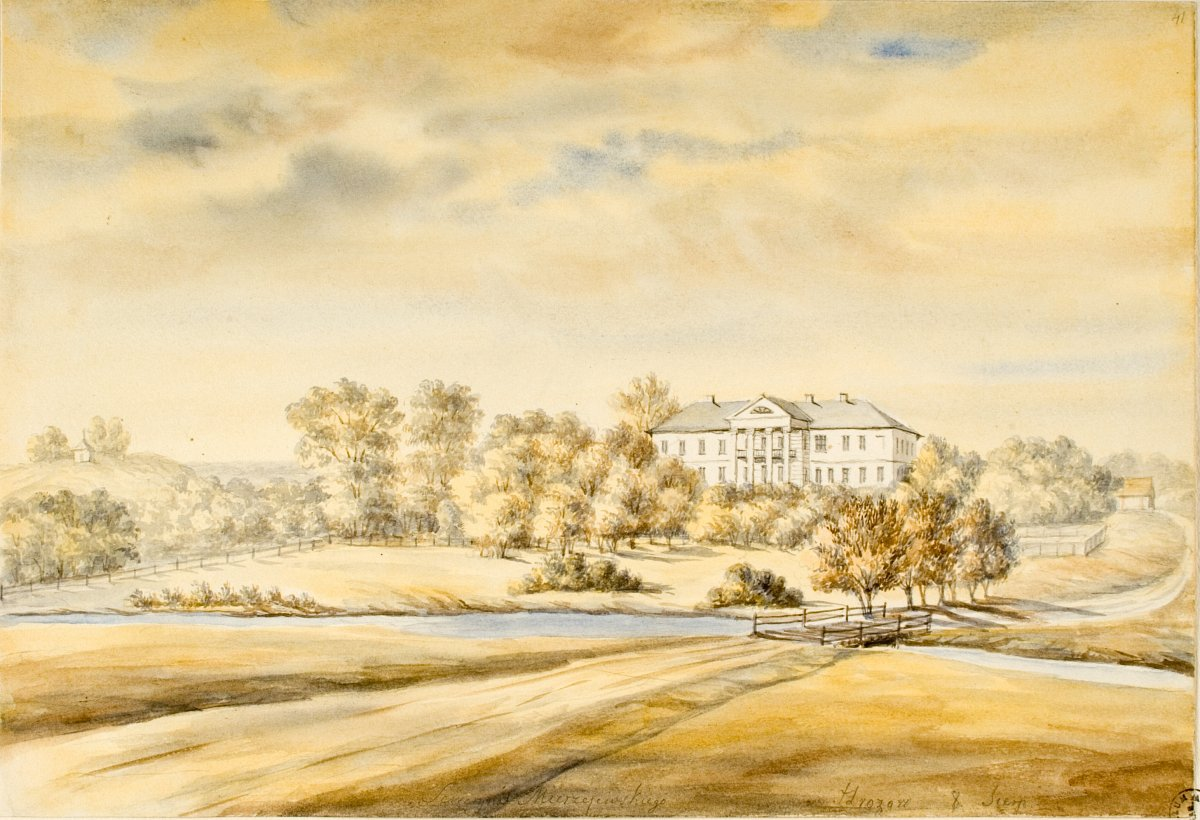
Дворец в Грозове, построенный Мержеевскими. Художник — Наполеон Орда, 1870-е гг.

Владел имениями в Новогрудском воеводстве (Грозов, Староселье, Цяпков (Сцяпкова), Бобовня).
В 1748 году получил королевский привилей Августа III на закладывание местечка в имении Бобовня (под опекой своего дяди Михаила Мержеевского). Получил во владение Карачевское (Кревское) староство — был карачевским (лектором) старостой (1763—1775).
После разделов Речи Посполитой имения Михаила Берновича оказались административно в Слуцком уезде (Грозов, Староселье, Цяпков) и Несвижском повете (Бобовня) Минской губернии. В 1810 году в имении Бобовня (Бобовня, Грозов, Староселье, Цяпков), который уже был в составе Слуцкого уезда после упразднения Несвижского уезда, имелось 298 ревизских душ. Позднее имение Грозов перешёл во владение Мержеевских, которые в середине XIX века построили там дворец в стиле классицизма.